# Asesinato de Michelle Garvey
Michelle Angela Garvey (3 de junio de 1967-1 de julio de 1982) fue una adolescente estadounidense asesinada en Texas en julio de 1982, un mes después de huir de su casa en Connecticut. Su cuerpo permaneció sin identificar hasta una prueba de ADN de 2014, después de que una investigadora aficionada de Internet sugiriera una coincidencia entre los datos de la difunta no identificada de Texas y los de una persona desaparecida de Connecticut.

## Circunstancias
Michelle Garvey desapareció de New London, Connecticut, presumiblemente después de escaparse de casa, el 1 de junio de 1982, a la edad de catorce años. Se cree que tenía la intención de regresar a su estado natal de Nueva Jersey, o a Carolina del Norte. Tenía un historial previo de fugas, según el Centro Nacional para Niños Desaparecidos y Explotados. Inicialmente, se desconocía qué le había sucedido a Garvey, ya que es posible que se haya ido de casa para comenzar una nueva vida y se pensaba que posiblemente todavía estaba viva.

## Descubrimiento

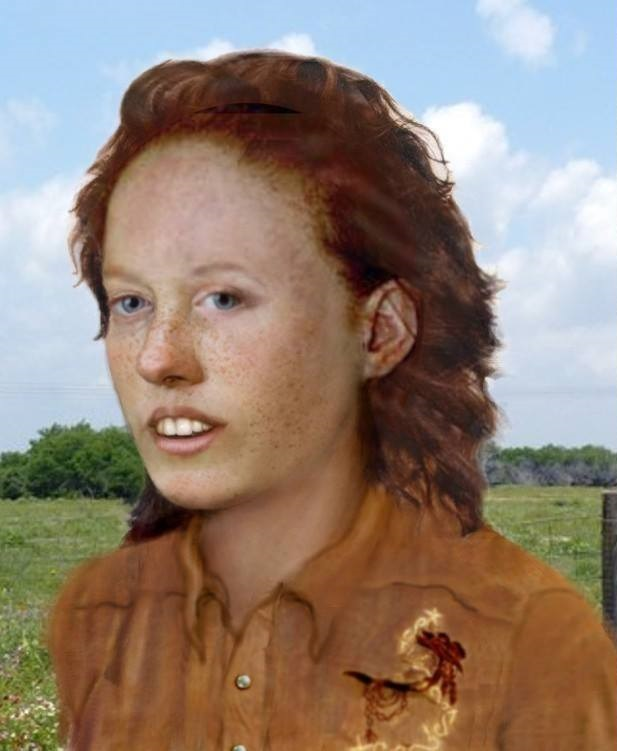
Reconstrucción del artista Carl Koppelman de cómo se veía en vida la entonces no identificada Garvey.

El cuerpo fue encontrado el 1 de julio de 1982 en Baytown, Texas. Las autoridades no pudieron identificar en ese momento quien era la víctima, pero sí determinar que era una mujer blanca de entre 15 y 20 años de edad, pelo rojo rizado y ojos azules. Se determinó que la causa de la muerte fue por estrangulamiento. La chica también tenía el pezón izquierdo invertido, el grupo sanguíneo O-positivo, una cicatriz en un pie, medía aproximadamente 1,60 m de altura, y tenía una oreja perforada. Su cuerpo fue encontrado con ropa marrón, incluida una camisa de manga larga con botones y un bordado de caballo distintivo en el bolsillo del pecho, y pantalones de pana. El cuerpo fue arrojado en un campo posiblemente sólo unas horas después de su asesinato. Había evidencia de que había sido agredida sexualmente. No se recuperaron sujetador ni zapatos y la camisa también había sido desabrochada.
Fue enterrada cerca de otras dos víctimas de asesinato no identificadas encontradas en 1981, que posteriormente serían identificadas en 2021 como Dean y Tina Clouse.

## Identificación
El cuerpo fue exhumado en mayo de 2011 para obtener un perfil de ADN para compararlo con posibles coincidencias. Una investigadora amateur en línea, Polly Penwell, se encontró con los casos de la desaparición de Garvey y del cuerpo no identificado en Texas, y sugirió al Centro Nacional para Niños Desaparecidos y Explotados (NCMEC) y al médico forense del condado de Harris que podrían ser la misma persona después de comparar ambos casos y notar que en ambos las características físicas, las edades, y el período de tiempo coincidían, mientras utilizaba un sitio web conocido como Websleuths. Penwell dijo, describiendo su interés por personas no identificadas: "Sentí mucha tristeza por ellos. Siempre he sido muy sensible, compasiva supongo, incluso de pequeña".
Garvey fue identificada en enero de 2014, gracias a los esfuerzos del NCMEC y del Departamento de Policía del Condado de Harris, que se habían puesto en contacto con su familia y había obtenido muestras de su ADN para su análisis en agosto de 2013, para añadirlas a una antigua muestra tomada a su hermano, que había sido enviada previamente al Sistema Nacional de Personas Desaparecidas y No Identificadas y analizada por la Universidad del Norte de Texas. Había permanecido sin identificar durante 31 años; Garvey tenía catorce años cuando desapareció de Connecticut, y acababa de cumplir quince en el momento de su muerte un mes después. Desde su identificación, las autoridades han continuado su investigación, ahora dirigida a encontrar a su asesino.
Se reveló que Garvey probablemente huyó de su casa, escapando por una ventana, y luego probablemente hizo autostop con un conductor desconocido. Las autoridades expresaron su interés por saber cómo llegó la víctima a Texas y cuál pudo ser el motivo de su asesinato, así como quién pudo haberla transportado hasta el lugar donde murió posteriormente. Su caso también estuvo posiblemente relacionado con otros asesinatos de la denominada "Killers Texas Fields", una zona donde desde principios de los años 1970 se hallaron tres decenas de cadáveres femeninos jóvenes, probablemente producto de la actividad de varios asesinos en serie, aunque no se ha determinado oficialmente ningún vínculo.
Tras su cuerpo ser devuelto de Texas a Connecticut, Garvey fue enterrada de nuevo por su familia el 1 de marzo de 2014 en Montville, Connecticut.

## Casos relacionados
- Asesinato de Tammy Alexander, identificada 35 años después de su muerte.
- Asesinato de Carol Cole, identificada 35 años después de su muerte.
- Asesinato de David Stack, identificado 39 años después de su muerte.